# Ragnhild Imerslund
Ragnhild Imerslund (* 11. September 1971 in Bærum, Akershus) ist eine norwegische Diplomatin. Seit 2021 ist sie norwegische Botschafterin in Mexiko.

## Leben
Ragnhild Imerslund besuchte die Landøya-Mittelschule in Asker, danach das Internat Battle Abbey School im englischen Battle (East Sussex). An der Universität Oslo machte sie einen Bachelor of Arts in Journalistik und Spanisch, an der London School of Economics and Political Science 1997 einen Master of Science in Internationalen Beziehungen sowie an der Handelshøyskolen BI einen Master in Management.
Sie arbeitete zuerst als Journalistin: von 1994 bis 1996 beim norwegischen Rundfunk Norsk rikskringkasting für Nachrichtensendungen, von 1996 bis 1997 für die Politikredaktion der Tageszeitung Dagbladet und von 1997 bis 1999 als Auslandskorrespondentin der Tageszeitung Dagsavisen. Danach war sie Politik- und Kommunikationsberaterin für die Internationale Rotkreuz- und Rothalbmond-Bewegung in Genf.
Von 2003 bis 2005 war sie stellvertretende Direktorin des nordischen Büros des Entwicklungsprogrammes der Vereinten Nationen (UNDP) in Kopenhagen. Dort war sie von 2005 bis 2009 stellvertretende Personalleiterin.

## Diplomatische Karriere
Seit 2009 ist sie im Auswärtigen Dienst. Ihren ersten Auslandseinsatz hatte sie von 2014 bis 2018 an der norwegischen Botschaft in London im Range einer Botschaftsrätin (ministerråd). Am 22. Januar 2021 wurde sie zur neuen norwegischen Botschafterin in Mexiko-Stadt ernannt. Den Posten nahm sie am 25. August 2021 an. Sie ist Nachfolgerin von Rut Krüger Giverin, die zur neuen Botschafterin Norwegens in Indonesien berufen wurde. Als Botschafter in Mexiko ist Ragnhild Imerslund mitakkreditiert für Guatemala, Belize, El Salvador, Nicaragua, Honduras und Costa Rica.